# Уиллоби, Холли
Хо́лли Мари́ Уи́ллоби-Бо́лдуин (англ. Holly Marie Willoughby-Baldwin; 10 февраля 1981, Брайтон, Восточный Суссекс, Англия, Великобритания) — британская актриса и телеведущая. В настоящее время ведёт программы «This Morning» (с 2009 года) и «Dancing on Ice» (с 2006 по 2011, с 2018) на телеканале ITV.
С 2008 по 2020 была капитаном команды в реалити-шоу «Celebrity Juice» на ITV2. C 2012 до 2015 вела развлекательную программу «Surprise Surprise», заменив Силлу Блэк. Также участвовала в «The Xtra Factor», «Text Santa», «The Voice UK», «Play to the Whistle» и «I'm a Celebrity...Get Me Out of Here!».

## Биография
Холли Мари Уиллоби родилась 10 февраля 1981 года в Брайтоне (Восточный Суссекс, Англия, Великобритания). У Холли есть сестра — Келли Уиллоби, работающая на телевидении. Училась в The Independent Burgess Hill Girls в Западном Сассексе, и в колледже Ричарда Коллиера в Хоршем.
В 1995 году, в 14 лет подписала контракт с модельным агентством «Storm Management». Появлялась в подростковых журналах «Mizz», «Just Seventeen», «Shout» и «More!». В 17 лет рекламировала нижнее бельё и колготки.

## Карьера

### 2000—2005
В 2000 году прошла прослушивание для шоу телеканала CITV. Позже, в 2002 году, Уиллоби стала ведущей нескольких детских программ на CBBC.
В 2004 вернулась на CITV, чтобы представить передачу «Ministry of Mayhem». Там она познакомилась со своим будущим мужем Дэном Болдуином, который был одним из продюсеров.
В 2005 году работала в телепрограмме «Feel the Fear». В том-же году получила детскую премию BAFTA.

### 2006—2008
В 2006 году вместе с Филлипом Скоуфилдом вела шоу «Dancing on Ice» вплоть до 2011.
Уиллоби была ведущей спин-оффов программ «The Xtra Factor», «Celebrity Wrestling» и «Grease Is the Word» в 2005—2009 годах.
В 2007 сменила Давину Макколл в реалити-шоу «Streetmate» и стала ведущей «Holly & Fearne Go Dating» с Фёрн Коттон.
С 2008 года до 2020 была капитаном команды в программе «Celebrity Juice».

### 2009 — настоящее время
Холли стала соведущей Филлипа Скоуфилда в программе «This Morning», заменив Фёрн Бриттон.
В 2011 участвовала в благотворительном телемарафоне «Text Santa», позже она возвращалась ещё в 2012, 2013 и 2015 годах.
24 марта 2011 стала ведущей музыкального шоу «The Voice UK», но в 2014 году была заменена Эммой Уиллис.
В 2012 году вела спин-офф программы «Surprise Surprise!».

## Личная жизнь
С 4 августа 2007 года замужем за продюсером Дэниелом Болдуином, с которым встречалась три года до их свадьбы. У супругов есть трое детей: сын Гарри Джеймс Болдуин (род. 11 мая 2009), дочь Белль Болдуин (род. 14 апреля 2011) и ещё один сын — Честер Уильям Болдуин (род. 29 сентября 2014).
Холли дружит с Фирн Коттон. Страдает дислексией.